# Puig de les Llaceres
El Puig de les Llaceres és una muntanya de 411 metres que es troba al municipi de Colera, a la comarca catalana de l'Alt Empordà.